# ウルホ・レヘトヴァーラ
ウルホ・サカリ・レヘトヴァーラ（フィンランド語: Urho Sakari Lehtovaara、1917年10月27日 - 1949年1月5日）は、フィンランドの空軍軍人。最終階級は准尉。第二次世界大戦では約400回の出撃で44機を撃墜したエース・パイロットとして知られる。その戦功からマンネルハイム十字章を受章した（第142号）。

## 経歴

### 前半生
1917年10月27日、レヘトヴァーラはオウル州ピュハヤルヴィのエミール・レヘトヴァーラとアンニ・レヘトヴァーラ（旧姓カントネン）の下に生まれた。1934年にサロへ転居。1938年にカウハバの訓練航空団にパイロットとして入隊した。

### 第二次世界大戦

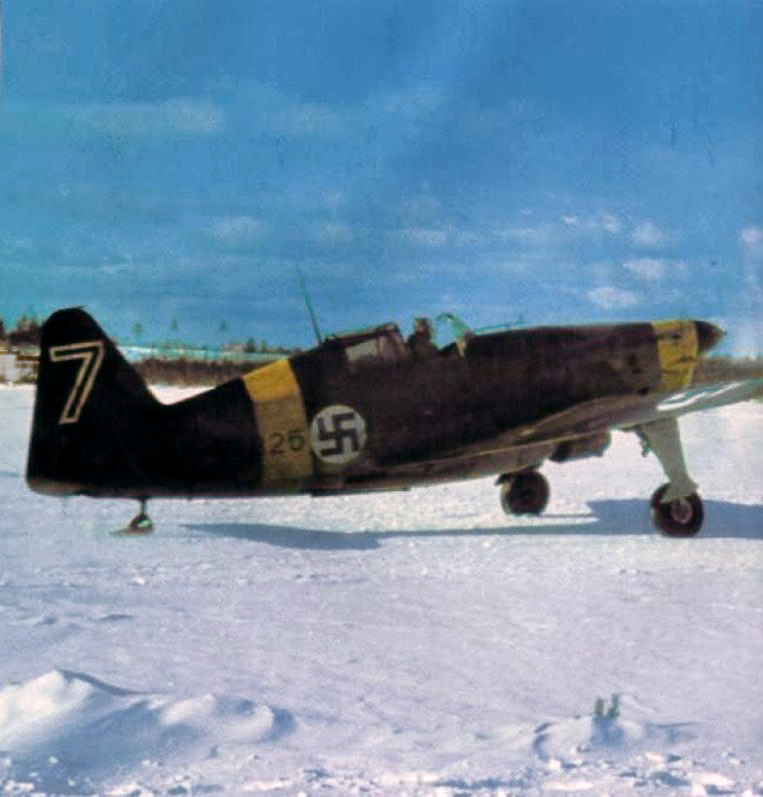
レヘトヴァーラが使用した機体と同型のMS406

冬戦争が勃発すると、レヘトヴァーラは1940年にMS406を保有する第28戦隊に加わった。3月2日、キーカラ付近で赤色空軍の爆撃機SBを撃墜し、初戦果を上げた。
継続戦争では、レヘトヴァーラはMS406を駆って15機の撃墜を記録した。1943年3月28日、第34戦隊に異動。第34戦隊でMS406からメッサーシュミット Bf109に機体を変更した。Bf109では29機を撃墜している。再び第28戦隊に着任し、1944年9月15日からラップランド戦争へ従軍した。

### 戦後
1946年11月28日、空軍を退役。その後ラピンラフティで映画館の支配人を務めた。
1949年1月15日に自殺。遺体はサロにある両親と同じ墓に葬られた。 